# Cuidado con las personas formales (película)
Cuidado con las personas formales es una película española de comedia estrenada en 1961, dirigida por Agustín Navarro y protagonizada en los papeles principales por Antonio Vilar, María Martín y Pepe Rubio.
Se trata de una adaptación cinematográfica de la obra de teatro homónima de Alfonso Paso, el cual colaboró en la elaboración del guion.

## Sinopsis
Enrique y Agustín Velasco, padre e hijo, llevan una vida muy tranquila, pero todo cambia cuando conocen a Carmen "la Martillo", una asidua a los saraos que se organizan en los tablaos flamencos nocturnos, que los chantajeará. Para salvaguardar su reputación Enrique y Agustín tratarán de eliminar a Carmen pero no tienen tiempo de organizarlo porque, de repente, aparece un muerto que no se sabe de dónde ha salido ni cómo ha ido a parar al arcón del salón.

## Reparto
- Antonio Vilar como	Enrique
- María Martín como	Carmen "La Martillo"
- Pepe Rubio como Agustín
- María Luisa Merlo como Rosita
- José Luis López Vázquez como Julio
- Carmen Lozano como Esposa de Julio
- Maruja Recio como	Criada
- Simón Andreu como Carlos
- Luchy Soto como Mercedes